# France Jamet
France Jamet (ur. 5 lutego 1961 w Paryżu) – francuska polityk i działaczka samorządowa, posłanka do Parlamentu Europejskiego VIII, IX i X kadencji.

## Życiorys
Córka Alaina Jameta, jednego z założycieli Frontu Narodowego. Uzyskała wykształcenie średnie, po czym pracowała w różnych zawodach, okresowo pozostawała bez stałego zatrudnienia. Zaangażowała się również w działalność Frontu Narodowego. W 2007 została członkinią komitetu centralnego FN, a w 2011 dołączyła do biura politycznego partii. Od 1998 była radną regionu Langwedocja-Roussillon. W 2014 została wybrana na radną miejską Montpellier, a w 2015 na radną nowego regionu administracyjnego Oksytania.
W wyborach w 2014 bez powodzenia kandydowała do Europarlamentu. W lipcu 2017 objęła mandat posłanki do PE w miejsce Louisa Aliota. Została członkinią grupy Europa Narodów i Wolności. W 2019 i 2024 była wybierana na kolejne kadencje Europarlamentu.